# キューバ真正革命党
キューバ真正革命党 (Partido Revolucionario Cubano – Auténtico, PRC-A) は、キューバにかつて存在した政党。1934年から1953年まで活動した。党名は、単に真正党またはアウテンティコ党 (Partido Auténtico, PA) と称されることが多い。

## 概要
ヘラルド・マチャド大統領に反対した1933年革命を受けて設立された真正党は、かつてのキューバ独立革命においてホセ・マルティが率いたキューバ革命党の後継を自認するナショナリスト政党であり、真正党から分離したエドゥアルド・チバスの正統党（オルトドクソ党）とともに、1959年のキューバ革命以前における主要政党の一翼を担っていた。
真正党はラモン・グラウ・サンマルティンやカルロス・プリオ・ソカラスなどの大統領を輩出した。グラウ・プリオ両政権は農地改革・住宅供給の改善・労働裁判所の設立等、中道主義的な社会改革を推進したものの、キューバ経済の抱える諸問題の解決には至らず、腐敗の横行やギャングの猖獗を真剣に取り締まろうとしなかったため、社会不安はむしろ増大した。真正党政権の腐敗を激しく批判する正統党が台頭すると、その政権奪取を防ぐためとしてフルヘンシオ・バティスタがクーデターを起こし、真正党は政権の座を喪った。
バティスタのクーデターに抗議してモンカダ兵営を襲撃したのが、正統党の活動家で後のキューバ革命の指導者となったフィデル・カストロらであった。革命以後、真正党の指導部の多くはアメリカ合衆国のフロリダに亡命した。
なお、同様の名称を持った政党はメキシコやボリビアにも存在した。